# Hiob II (prawosławny patriarcha Antiochii)
Hiob II – chalcedoński patriarcha Antiochii w latach 917–939.